# 1609
Реформація •  Епоха великих географічних відкриттів •  Ганза •  Нідерландська революція •  Річ Посполита •  Запорозька Січ

## Геополітична ситуація
Османську імперію очолює Ахмед I (до 1617). Під владою османського султана перебувають Близький Схід та Єгипет, Середземноморське узбережжя Північної Африки, частина Закавказзя, значні території в Європі: Греція, Болгарія та Сербія. Васалами османів є Волощина та Молдова.
Священна Римська імперія — наймогутніша держава Європи. Її територія охоплює, крім німецьких земель, Угорщину з Хорватією, Богемію, Північну Італію. Її імператором є Рудольф II з родини Габсбургів (до 1612). Король Угорщини, Австрії, Моравії, Галичини та Володимерії — брат імператора Матвій Габсбург (до 1619).
Габсбург Філіп III Благочестивий є королем Іспанії (до 1621) та Португалії. Йому належать Іспанські Нідерланди, південь Італії, Нова Іспанія та Нова Кастилія в Америці, Філіппіни. Португалія, попри правління іспанського короля, залишається незалежною. Вона має володіння в Бразилії, в Африці, в Індії, на Цейлоні, в Індійському океані й Індонезії.
Північ Нідерландів займає Республіка Об'єднаних провінцій. Король Франції — Генріх Наваррський. Королем Англії є Яків I Стюарт (до 1625). Король Данії та Норвегії — Кристіан IV Данський (до 1648), Швеції — Карл IX Ваза (до 1611). На Апеннінському півострові незалежні Венеціанська республіка та Папська область.
Королем Речі Посполитої, якій належать українські землі, є Сигізмунд III Ваза (до 1632). На півдні України існує Запорозька Січ.
Царем Московії є Василь IV Шуйський (до 1610). Існують Кримське ханство, Ногайська орда.
Шахом Ірану є сефевід Аббас I Великий (до 1629).
Значними державами Індостану є Імперія Великих Моголів, Біджапурський султанат, султанат Голконда, Віджаянагара. У Китаї править династія Мін. У Японії триває період Едо.

## Події

### В Україні
- Морський похід козаків під рукою Наймановича по кримському узбережжю аж до Балаклави, друга флотилія — Сагайдачного — від Очакова до Дунаю, звідти на Кафу, здобули штурмом місто.

### У світі
- Смутний час у Московщині:

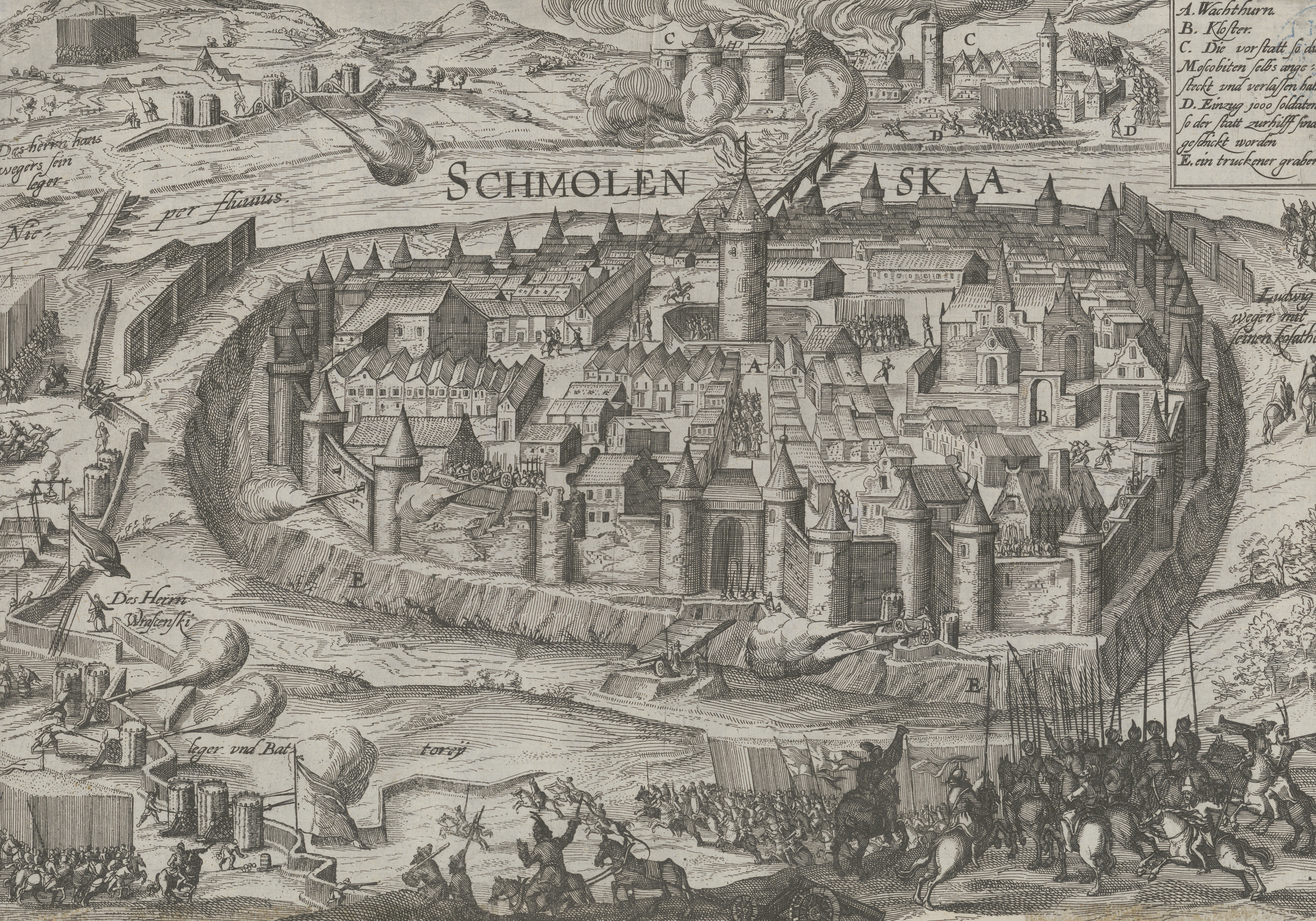
Початок облоги Смоленська

  - Цар Василь IV Шуйський уклав угоду зі шведами: Москва поступалася завоюваннями в Лівонії, а шведи зобов'язалися прислати 6-тисячне військо для захисту Москви від поляків.
  - Відбувся похід Делаґарді.
  - 22—24 червня московсько-шведські війська перемогли козаків Лжедмитра II.
  - 29 вересня полький король Сигізмунд Ваза розірвав перемир'я з Москвою і взяв в облогу Смоленськ.
- Засновано Амстердамський банк.
- Нідерланди та Іспанія уклали між собою Дванадцятирічне перемир'я у Вісімдесятирічній війні.
- Голландська Ост-Індійська компанія відкрила торгівлю з Японією.
- Король Іспанії Філіп III Благочестивий підписав едикт про виселення усіх морисків із країни.
- У Німеччині утворилася Католицька ліга для протистояння Протестантській унії.
- Імператор Рудольф II проголосив у Богемії свободу віросповідання.
- Статут Йони забов'язав вождів шотландських кланів посилати своїх спадкоємців у Лоуленд для освіти, заборонив бардів та пияцтво.
- 12 березня Бермудські острови стали англійською колонією.
- Англійський мореплавець Генрі Гудзон відкрив затоку Делавер, острів Мангеттен, річку Гудзон.
- Самюель де Шамплен взяв участь у війні між гуронами та ірокезами і вбив двох ірокезьких вождів, що призвело до столітньої ворожнечі між французами та ірокезами.
- Японський рід Сімадзу вторгся в королівство Рюкю й встановив над ним протекторат.
- Єзуїти утворили в Південній Америці республіку гуарані.

### Наука та культура
- Йоганн Кеплер сформулював два перших закони руху планет.
- Галілео Галілей вперше використав телескоп для дослідження об'єктів Всесвіту.
- Корнеліс Дреббель винайшов термостат.
- Побачило світ піратське видання Шекспірових сонетів.
- Нідерландці почали експортувати в Європу чай.
- Почалося вирощування цукрової тростини на півночі Південної Америки.

## Народились
- 5 жовтня — Флемінг Пауль, німецький поет епохи бароко.